# Banisteriopsis laevifolia
Banisteriopsis laevifolia är en tvåhjärtbladig växtart som först beskrevs av Adrien Henri Laurent de Jussieu, och fick sitt nu gällande namn av B. Gates. Banisteriopsis laevifolia ingår i släktet Banisteriopsis och familjen Malpighiaceae. Inga underarter finns listade i Catalogue of Life.